# 田中博己
田中 博己（たなか ひろみ、1973年7月15日 - ）は、関西を中心に活動する日本の歌手、ヴォーカル講師、スピリチュアリスト。大阪府大阪市出身。

## 来歴
大阪市旭区に生まれ、高校2年生の時に都島区(桜ノ宮ホテル街)に引っ越す。
18歳より本格的にヴォーカルを始める。
大阪スクールオブミュージック専門学校プロミュージシャン科ヴォーカルテクニックコースを卒業。
同校在学中から、読売テレビ（日本テレビ系）『24時間テレビ』とのタイアップイベント「24H LIVE」(atコークステップホール、現：BIG CAT)にて出演、及び総合司会も勤める他、大阪ブルーノート(現：ビルボードライブ大阪)にてジョージ・デュークとジャムセッションを行う等、関西を中心としたライヴハウスで精力的なライブ活動を展開、多数のオーディションにも出場し「ベストヴォーカリスト賞」を受賞する。
19歳、アメリカ・ロスアンゼルスのMI(ミュージシャンズ インスティテュート)にてヴォーカルトレーニングを受ける。
23歳、アメリカ・ニューヨークにて単身で1年半、本場の音楽及び語学を学ぶ。
ニューヨーク在住のBeverley Hanshaw Smithに師事。
帰国後は、バンド「SOUL OUT」に加入、オリジナルアルバムを発表。
2004年11月にはギタリストとのアコースティックユニット「Dayfly」にてオリジナルCDを発表。
2010年8月にはニューヨークの老舗ライブハウス「Village Underground」にてステージデビューを果たす。
2011年5月、2015年9月、2016年3月には泉陸奥彦プロデュースのKONAMI「GITADORA」のオリジナルサウンドトラックCDに作詞と歌唱で参加。
2012年よりゴスペルコーラスグループ「Mix Note」を主宰。
2017年、ダイコクドラッグのアイドルグループ「DDプリンセス」の「New born」の作詞と仮歌を担当。